# San-marinesische Nationalmannschaft bei der Internationalen Sechstagefahrt
Die san-marinesischen Nationalmannschaften bei der Internationalen Sechstagefahrt sind eine Auswahl von Fahrern und Fahrerinnen (bislang war jedoch keine Frauennationalmannschaft am Start) für die Nationenwertungen dieses Wettbewerbes.
Entsprechend den Regelungen für die Sechstagefahrt wurden Nationalmannschaften für die Wertung um die World Trophy, Silbervase (seit 1985: Junior World Trophy) und die Women`s World Trophy zugelassen. Der Umfang der Mannschaften und die Regularien für die Teilnahme änderte sich mehrmals im Laufe der Zeit.
Erstmals nahm 1981 eine san-marinesische Nationalmannschaft am Wettbewerb um die Silbervase teil und erreichte auf Anhieb einen beachtswerten 8. Platz unter 18 Mannschaften. Gleichzeitig ist dies die bislang beste Platzierung bei den Sechstagefahrten.
Seit 1991 wurden bislang keine Nationalmannschaften für die Wettbewerbe gestellt.
Die Liste erhebt keinen Anspruch auf Vollständigkeit.

## 1981–2006
| Jahr                    | World Trophy | Silbervase                                                                                                   |                 |
| ----------------------- | --- | --- | --------------- |
| 1981                    | keine Teilnahme | 8. Paolo Canavese (KTM 125) Bruno Rebuli (Puch 175) Pier Angelo Buscarini (KTM 250) Biordi Corrado (KTM 500) |                 |
| {\displaystyle \vdots } | keine Teilnahme | keine Teilnahme                                                                                              | keine Teilnahme |
| 1985                    | 15. Pier Angelo Buscarini (TM 80) Fabio Stolfi (TM 80) Loris Toccaceli (TM 80) Marcelo Michellotti (KTM 125) Stefano Bernardi (KTM 250) Enzo Manenti (Husqvarna 500)                     | ab 1985: Junior World Trophy                                                                                 |                 |
| 1985                    | 15. Pier Angelo Buscarini (TM 80) Fabio Stolfi (TM 80) Loris Toccaceli (TM 80) Marcelo Michellotti (KTM 125) Stefano Bernardi (KTM 250) Enzo Manenti (Husqvarna 500)                     | keine Teilnahme                                                                                              |                 |
| 1986                    | 16. Giuseppe Zorzi (Valenti 80) Fabio Stolfi (TM 80) Luigi Gallina (KTM 125) Stefano Bernardi (KTM 250) Corrado Biordi (Yamaha 500) Emilio Cappa (KTM 500)                               | keine Teilnahme                                                                                              |                 |
| 1987                    | 17. Massimo Mazza (Acossato 80) Fabio Stolfi (TM 125) Stefano Bernardi (Kram-It 250) Mariono Capicchioni (KTM 250) Claudio Gualtieri (Yamaha 250) Pierangelo Buscerini (Honda +500 4T)   | keine Teilnahme                                                                                              |                 |
| 1988                    | keine Teilnahme | 14. R. Podesci (TM 80) Fabio Stolpi (TM 80) Alessandro Bernardi (KTM 250) Marino Capicchioni (KTM 250)       |                 |
| 1989                    | keine Teilnahme | keine Teilnahme                                                                                              |                 |
| 1990                    | 19. Massimo Mazza (Honda 125) Alessandro Bernardi (Honda 125) Pierangelo Buscarini (Honda 250) Marino Capicchioni (Honda 250) Luca Montanari (Yamaha 500) Enrico Magnani (Honda +500 4T) | keine Teilnahme                                                                                              |                 |
| {\displaystyle \vdots } | keine Teilnahme | keine Teilnahme                                                                                              |                 |
| 2006                    | keine Teilnahme | keine Teilnahme                                                                                              |                 |

## Seit 2007
| Jahr                    | World Trophy    | Junior World Trophy | Women’s World Trophy |
| ----------------------- | --------------- | ------------------- | -------------------- |
| 2007                    | keine Teilnahme | keine Teilnahme     | keine Teilnahme      |
| {\displaystyle \vdots } | keine Teilnahme | keine Teilnahme     | keine Teilnahme      |
| 2024                    | keine Teilnahme | keine Teilnahme     | keine Teilnahme      |